# Magda Bruggemann
Magda Bruggemann Schmith (Ciudad de México, 12 de mayo de 1930) es una ex nadadora olímpica mexicana. 

## Biografía
Compitió en tres eventos de los Juegos Olímpicos de Verano de 1948; 400 m estilo libre femenino, 100 m espalda femenino y 100 m estilo libre femenino; quedando en la posición 13, 17 y 25 respectivamente.